# 里洛維齊亞河
里洛維齊亞河（烏克蘭語：Риловиця），是烏克蘭的河流，位於該國西北部，屬於盧加河的右支流，發源自圖明以南，流經沃倫州，河道全長22公里，流域面積128平方公里。